# Pertica quadrifaria
La pertica (Pertica quadrifaria) è una pianta estinta, appartenente alle trimerofitofite, vissuta nel Devoniano inferiore (circa 390 milioni di anni fa). I suoi resti fossili sono stati ritrovati in Nordamerica.

## Descrizione
Con un'altezza massima di tre metri, questa pianta era uno dei più grandi organismi terrestri del suo periodo (da qui il nome "pertica"). Il suo fusto era largo al massimo tre centimetri, e possedeva sia rami fertili che rami non fertili, disposti in quattro file avvolte a spirale lungo il fusto (da qui l'epiteto specifico "quadrifaria", in quattro file). I rami fertili terminavano in densi ammassi di sporangi, mentre quelli sterili si suddividevano in estremità biforcute. Queste strutture potrebbero rappresentare il primo passo nell'evoluzione delle foglie.

## Classificazione
Fossili di pertica sono stati rinvenuti per la prima volta nel 1968, nella formazione Trout Valley del Baxter State Park, nel Maine. La descrizione, avvenuta nel 1972 ad opera di Kasper e Andrews, ha messo in luce i rapporti di questa pianta con il gruppo delle trimerofite, delle quali Pertica costituisce una delle forme di maggiori dimensioni. Altre piante simili erano Psilophyton e Aarabia.

## Habitat
I resti di Pertica sono stati ritrovati in rocce che fanno supporre la presenza di un antico vulcano attivo. Questa pianta cresceva in abbondanza in terreni paludosi o in mezzo al fango nei pressi di laghi e fiumi. A causa dei numerosi sporangi, gli studiosi ritengono che la pertica avesse una maggior capacità riproduttiva rispetto ad altre piante analoghe, come Psilophyton.

## Fossile di Stato
Pertica quadrifaria è il fossile simbolo dello Stato statunitense del Maine.